# 60 Seconds of Solitude in Year Zero
Pour plus de détails, voir Fiche technique et Distribution.
60 Seconds of Solitude in Year Zero est une compilation événementielle de courts métrages projetée une seule fois le 22 décembre 2011 dans le port de Tallinn, en Estonie. Le film, estonien, est une compilation de soixante courts métrages d'une durée d'une minute chacun réalisés par soixante cinéastes du monde entier sur le thème de la mort au cinéma.
Le projet, conçu comme une ode à la pellicule 35 mm et destiné à la préservation de la liberté de pensée au cinéma, a été conçu par Veiko Õunpuu assisté de Taavi Eelmaa (et) et financé par Tallinn, Capitale européenne de la culture 2011, le Ministère estonien de la culture et du Comité États-Unis-Japon (en).

## Les réalisateurs
| - Phie Ambo (Danemark) - Shinji Aoyama (Japon) - Jes Benstock (Royaume-Uni) - Mark Boswell (États-Unis) - Mark Cousins (Irlande) - Maxì Dejoie (Italie) - Gustav Deutsch (Autriche) - Feyyaz (Allemagne) - Michael Glawogger (Autriche) - Jorge Michel Grau (Mexique) - Malcolm Le Grice (Royaume-Uni) - Jan Ijäs (Finlande) - Ishii Sogo-Gakuryu (Japon) - Jeon Kyu-hwan (Corée du Sud) - Jussi Jaakola (Finlande) - Ken Jacobs (États-Unis) - Vimukthi Jayasundara (Sri Lanka) - Woo Ming Jin (Malaisie) - Viktor Kaganovich (Ukraine) - Kang Kiyoung aka Dalpalan (Corée du Sud) - Tolga Karaçelik (Turquie) - Manuela Kaufmann (Italie) - Naomi Kawase (Japon) - Ville Kerimaa (Finlande) - Eric Khoo (Singapour) - Kim Jee-woon (Corée du Sud) - Aku Louhimies (Finlande) - Ari Alexander Ergis Magnússon (Islande) - Marina Manushenko (Suisse) | - Bruce McClure (États-Unis) - Brillante Mendoza (Philippines) - Kyungwon Moon (Corée du Sud) - Amir Naderi (Iran) - Park Chan-wook (Corée du Sud) - Rafi Pitts (Iran) - Pen-ek Ratanaruang (Thaïlande) - Jussi Reittu (Finlande) - Simon Rumley (Royaume-Uni) - Albert Serra (Espagne) - Ronni Shendar (Israël) - Norbert Shieh (États-Unis) - Hafsteinn Gunnar Sigurðsson (Islande) - Auraeus Solito (Philippines) - Mika Taanila (Finlande) - Mart Taniel (Estonie) - Andres Tenusaar (Estonie) - Tom Tykwer (Allemagne) - Gillian Wearing (Royaume-Uni) - Gereon Wetzel (Allemagne) - Oliver Whitehead (Finlande) - Adam Wingard (États-Unis) - Edmund Yeo (Malaisie/Japon) - Kari Yli-Annala (Finlande) - Brian Yuzna (États-Unis) - Veiko Õunpuu (Estonie) - Friðrik Þór Friðriksson (Islande) - Michael Winterbottom (Royaume-Uni) |